# Музика Кирило Олександрович
Кирило Олександрович Музика (рос. Кирилл Александрович Музыка; нар. 22 листопада 1990) — російський футболіст, воротар.

## Життєпис
Футбольну кар'єру розпочав у дублі «Промінь-Енергії». У дорослому футболі дебютував 27 червня 2007 року в програному (0:1) виїзному поєдинку 1/16 фіналу кубку Росії проти красноярського «Металурга». Кирило вийшов на поле в стартовому складі та відіграв увесь матч. Наступного року зіграв ще 1 матч за владивостоцький клуб, 6 серпня 2008 року відіграв усі 90 хвилин у програному (0:3) виїзному поєдинку 1/16 фіналу кубку Росії проти калінінградської «Балтики». Після цього за першу команду «Променя» не грав, за перші три сезони в команді зіграв 42 матчі в молодіжній першості Росії. Для отримання досвіду відправився в оренду до аматорського «Нижнього Новгорода-2» (2009), а також у клуби Другого дивізіону Росії: івановський «Текстильник» (2009—2010) та уссурійський «Мостовик-Примор'є» (2010—2011).
Під час зимової перерви сезону 2011/12 років уклав повноцінний договір з «Якутією». У футболці якутського клубу дебютував 9 травня 2012 року в програному (0:2) домашньому поєдинку зони «Схід» Другого дивізіону проти новосибірського «Сибіру-2». Музика вийшов на поле в стартовому складі та відіграв увесь матч. За чотири з половиною сезони, проведені в «Якутії», у Другому дивізіоні Росії зіграв 83 матчі, ще 5 поєдинків провів у кубку Росії. По завершенні сезону 2015/16 років закінчив футбольну кар'єру.